# Drept civil (sistem juridic)

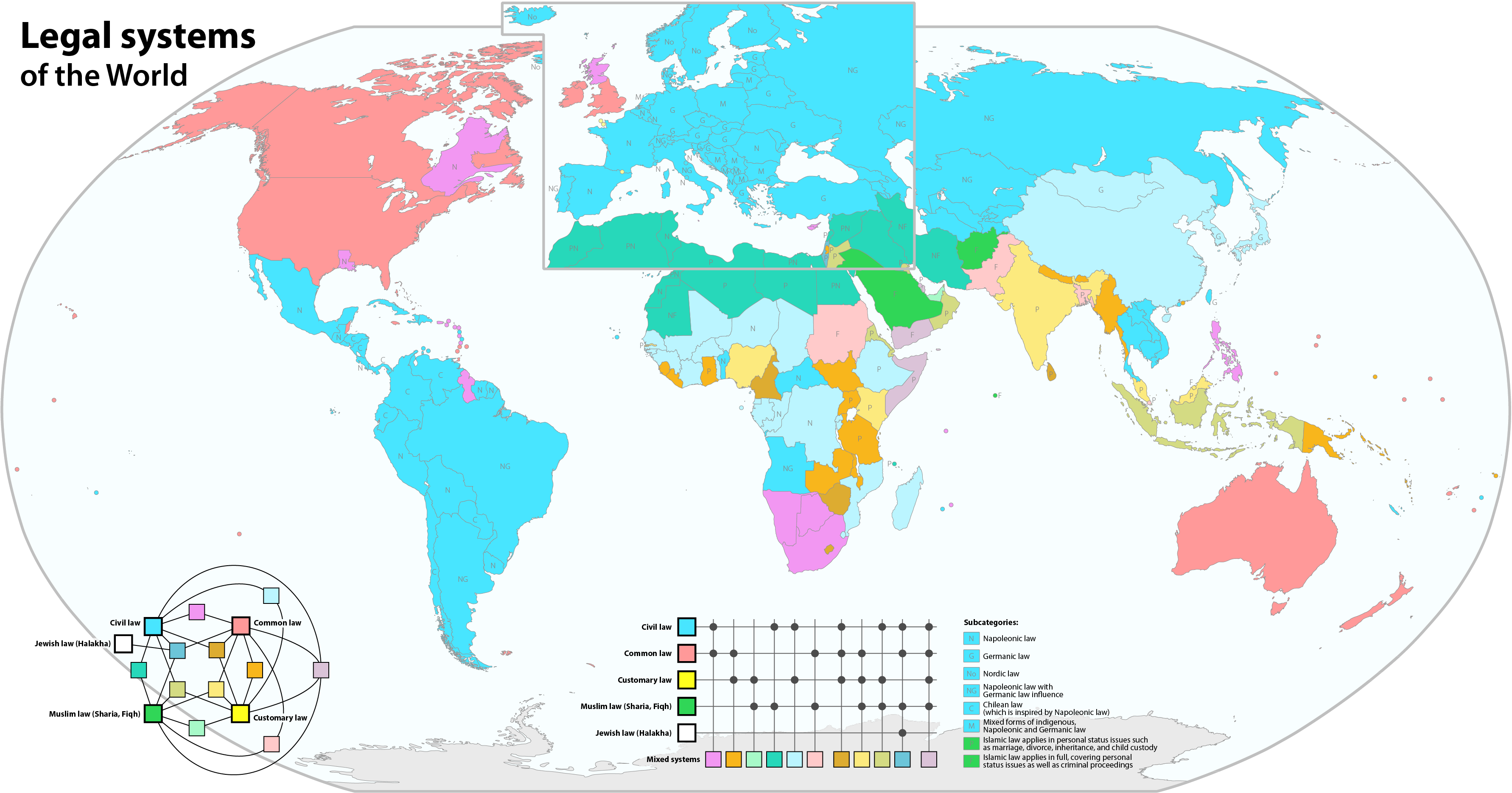
Sistemele juridice ale diferitelor ţări

Dreptul civil denumit și drept romano-german,  drept continental sau drept romano-francez este un model și sistem juridic originar din Europa de Vest,  dominant în întreaga lume, caracteristica principală a acesteia este că principiile sale de bază sunt codificate și cuprinse într-un sistem de referință, care constituie astfel sursa primară a legii. 
Acest sistem legal poate fi în unele situații în contrast cu dreptul comun practicat în țările anglosaxone, unde prioritare sunt deciziile precedente adoptate de judecătorii, în ideea, că nu este cinstit să se adopte hotărâri diferite pentru fapte similare (doctrina precedentului juridic).

## Istoric
Dreptul civil este un grup de idei ce derivă din codul Iustinain, dar puternic influențat de dreptul germanic timpuriu, dreptul canonic , dreptul feudal și practicile (cutumele) locale.

## Prezentare generală
Scopul codificării este de a asigura tuturor cetățenilor  acces la colecția de legi care se aplică asupra lor, și care trebuie respectate de judecători. 